# 仲村城

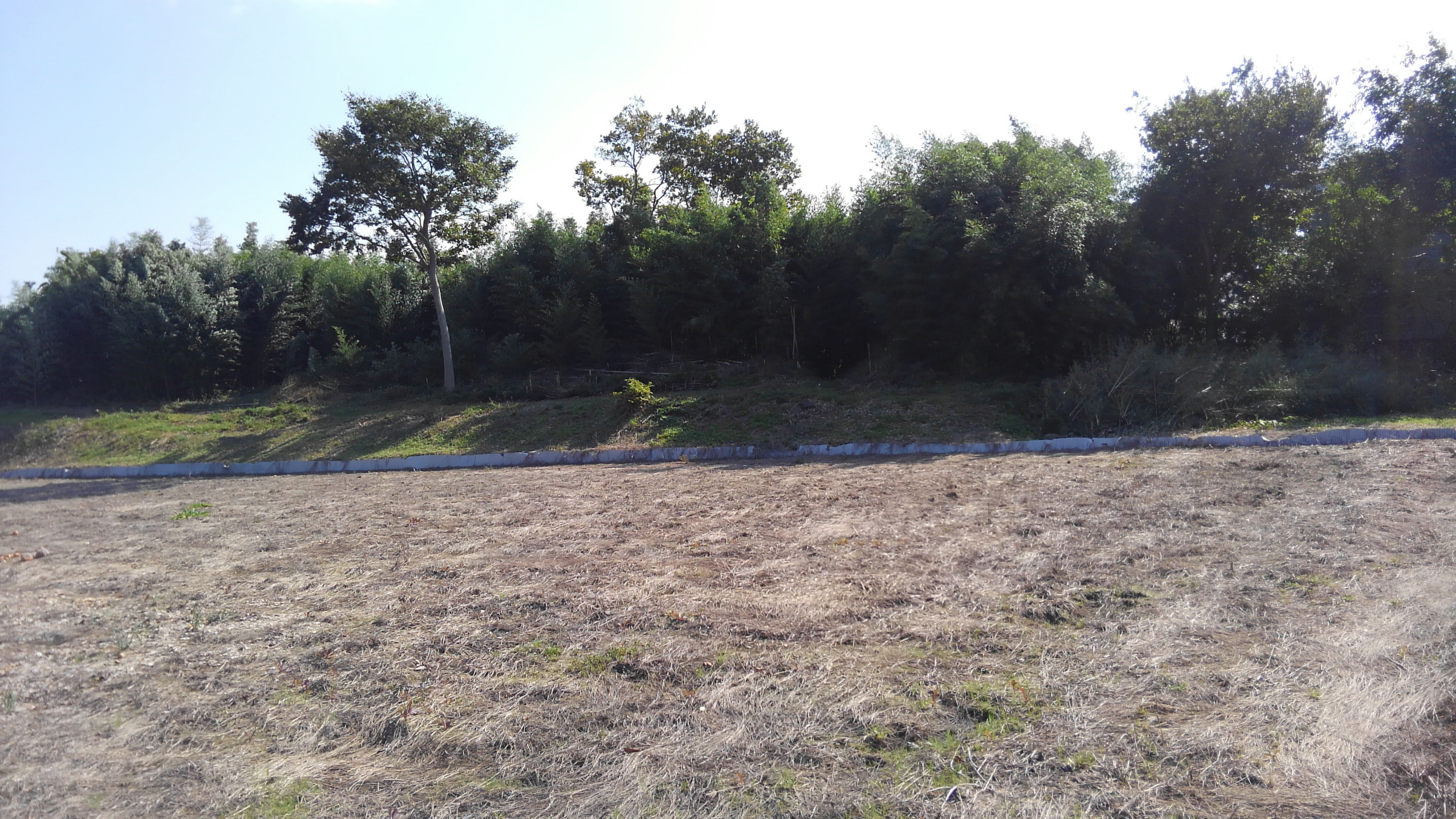
仲村城跡の土塁

仲村城（なかむらじょう）は、香川県善通寺市にある日本の城跡。

## 概要
鎌倉時代には濠を深く、土の堤を高くして二町四方の平城が整備され、地域の中心的な役割を果たす。しかし、戦国時代に甲山城が築城され廃城となる。敷地内に景正神社が残されており、他には一部残された土塁と濠が確認できる程度である。

## 仲村城の略史
正確な築城年代は定かでないが、『讃岐府誌』によると平安時代後期に源氏に属していた仲行司貞房の居城とされている。
行司氏が長くこの城に居たとされているが滅亡し、現在は行路（ぎょうじ）の地名のみが残されている。
仲行司貞房は屋島の戦いで源氏に味方した人物であり、征夷府に録上した書にも多度郡仲村城主としてその名を留めている。
全讃史には「仲行司貞房之に居りき。後世行司清左衛門と言うものありて、なおその所に居りき」とあり、行司清左衛門の代までは仲村城に居たとされる。
戦国時代に甲山城が築かれたことで、仲村城は廃城となったとされている。
『角川日本地名大辞典』では、仲は那珂からきたとされ、那珂郡に本拠地を持っていたと考えられ、多度郡の仲村城に拠ったとすることは疑わしいとの説もある。

## 所在地
〒765-0073 香川県善通寺中村町字土井

## 交通
- 高松自動車道善通寺インターチェンジから3キロメートル以内である。
- 香川県道212号多度津善通寺線の若宮神社の北東に、仲村城跡があり大樹が目印となる。
- 公共交通機関は、善通寺市民バス空海号の筆岡コース[注 1]にある東仙遊町駐車場前と中村墓地前が最寄りであるが、少し歩く必要がある。なおバスの本数はわずかであるので、JR土讃線善通寺駅近くにあるおしゃべり広場[注 2]にある1日100円のレンタサイクルを利用する手段がある。